# Kontrast
Kontrast (aus dem italienischen contrasto ‚Gegensatz‘ zu lateinisch contra ‚gegen‘ und stare ‚stehen‘ entlehnt) bezeichnet den Unterschied zwischen hellen und dunklen Bereichen eines Bildes (es unterscheidet helle und dunkle Farben). Umgangssprachlich wird auch von Farbtiefe oder „Brillanz“ gesprochen. Letztere Bezeichnung ist wegen ihrer Abweichung zur physikalischen Größe Brillanz missverständlich.

## Definition
Der Kontrast ist ein Unterscheidungsmerkmal für den Helligkeitsverlauf eines Bildes oder zwischen zwei Bildpunkten. Der Kontrastumfang oder die Dynamik beschreiben den Intensitätsunterschied zwischen dem hellsten und dunkelsten Punkt eines Bildes. Im allgemeinen Fall wird der Kontrast in Abhängigkeit von der Auflösung über die Modulationsübertragungsfunktion beschrieben.
Der Kontrast wird über die maximale und minimale Leuchtdichten {\displaystyle L_{\text{max}}} und {\displaystyle L_{\text{min}}} definiert.
Der Weber-Kontrast {\displaystyle K_{\text{w}}} (benannt nach Ernst Heinrich Weber) ist definiert als:
{\displaystyle K_{\text{w}}={\frac {{L_{\text{max}}}-{L_{\text{min}}}}{L_{\text{min}}}}} mit {\displaystyle 0\leq K_{\text{w}}\leq \infty }
Wenn die minimale Leuchtdichte den Schwarzwert {\displaystyle L_{\text{min}}=0} erreicht, dann ist der Kontrast unendlich.
Der Michelson-Kontrast {\displaystyle K_{\text{m}}} (benannt nach Albert A. Michelson) respektive die Modulation ist definiert als:
{\displaystyle K_{\text{m}}={\frac {L_{\text{max}}-L_{\text{min}}}{L_{\text{max}}+L_{\text{min}}}}} mit {\displaystyle 0\leq K_{\text{m}}\leq 1}
Wenn die minimale Leuchtdichte den Schwarzwert {\displaystyle (L_{\text{min}}=0)} erreicht, dann ist der Kontrast hier ebenfalls maximal, aber auf den normierten Wert eins begrenzt.
In beiden Fällen ist der Kontrast gleich null, wenn sich die beiden Leuchtdichten nicht unterscheiden. Der Kontrastverlust durch verschwindende Leuchtdichteunterschiede {\displaystyle (L_{\text{min}}\lesssim L_{\text{max}})} wird im Dunkeln als Blackout beziehungsweise bei sehr hellen Lichtbedingungen als Whiteout bezeichnet.
Das menschliche Sehsystem kann mit den meisten in der Natur auftretenden Kontrastumfängen relativ gut umgehen (die Intensitäten werden nicht linear, sondern logarithmisch verarbeitet, siehe Fechnersches Gesetz). Als Kontrastschwelle wird derjenige Kontrastwert bezeichnet, an dem ein Objekt gerade noch von seinem Hintergrund unterschieden werden kann.
Bei der Betrachtung insbesondere von ungewöhnlichen Objekten gibt es physiologische und psychologische Effekte bei der Wahrnehmung. Kontrastphänomene können optische Täuschungen verursachen, sind aber auch an der Erkennbarkeit feinster Linienstrukturen beteiligt. Beispiele dafür sind manche der „Marskanäle“ und bei Grautönen die Machschen Streifen.

## Bilddarstellung

Sinnbild auf Bedienelementen zur Einstellung des Kontrasts nach IEC 60417

In der analogen Fotografie entscheidet neben dem Kameraobjektiv vor allem das Filmmaterial über den Kontrastumfang, bei Abzügen zusätzlich die Gradation des Fotopapiers.
Bei der Digitalfotografie ist es die Leistung des Analog-Digitalwandlers. Neuere Digitalkameras versuchen den Dynamikumfang durch ein nichtlineares Ansprechverhalten (ähnlich dem menschlichen Auge) zu erweitern. Ein wichtiger Einflussfaktor auf den Kontrastumfang ist auch die gewählte ISO-Empfindlichkeit: höhere ISO-Empfindlichkeiten führen in der Regel zu einem niedrigeren darstellbaren Kontrastumfang.
Blendenzahl und Belichtungszeit verschieben lediglich den Bereich, vergrößern aber nicht den Umfang.
Fotos mit besonders hohem Motivkontrast geben eher helle Bildanteile noch heller und eher dunkle Bildanteile wiederum noch dunkler wieder als im abgebildeten Motiv. Das Bild erscheint so für den Betrachter kontrastreich (also das Gegenteil von „flau“), zeigt dem Betrachter insgesamt jedoch weniger Details, das heißt in dunklen (Schatten) sowie in hellen Bereichen (Lichtern) ist keine Zeichnung (Tonwertabstufung) mehr sichtbar, es lassen sich also keine Details erkennen.
Weist ein Motiv größere Helligkeitsunterschiede auf, als die Digitalkamera erfassen kann, so kann die Kamera den Tonwertumfang im Bild auch nicht vollständig abbilden. In diesem Fall kann es günstiger sein, eher knapp zu belichten um die Zeichnung in den Lichtern nicht zu verlieren (z. B. die Struktur von sonnenbeschienenen Wolken). Denn ausgefressene Lichter können kaum restauriert werden, während zu dunkel geratene Bildpartien durch entsprechende Nachbearbeitung meistens noch zu retten sind.
Bei der digitalen Nachbearbeitung von Bildern ist ein hoher Kontrastumfang jedoch in jedem Fall besser, da der Kontrast nachträglich in weiten Grenzen erhöht, aber nur sehr eingeschränkt wieder reduziert werden kann.
Siehe auch: diese Beschreibung von Kontrast in der Schärfedarstellung.
Eine Möglichkeit zur Kontrastbeeinflussung von Digitalfotos bietet die Aufnahme von Belichtungsreihen in Verbindung mit der Bildbearbeitung durch HDR-Software.
Bei der Bewertung von Objektiven spielt der Kontrast eine entscheidende Rolle. Die Modulationsübertragungsfunktion beschreibt den Verlauf des Kontrasts, der mit steigender Ortsfrequenz abnimmt und dadurch auch die Auflösung begrenzt.
Aus der Malerei sind die Techniken der sogenannten Sieben Farbkontraste bekannt, um kontrastreiche Bilder zu gestalten.

## Bildgebende Verfahren (Medizin)
Oft ist auch in den Bildgebenden Verfahren der Medizin eine Kontrasterhöhung notwendig. Vielfach erfolgt sie schon vor den Aufnahmen durch Injektion eines Kontrastmittels in die Blutbahn, beispielsweise bei der Angiografie oder der Magnetresonanztomografie. Dabei kann durch Fotoserien auch die zeitliche Verteilung des Kontrastmittels -- also die Durchblutung des jeweiligen Organs oder Bindegewebes – geprüft werden. Eine andere, weniger fein abstimmbare Art der Kontrastmittelgabe erfolgt in der Röntgendiagnostik des Magen-Darm-Traktes (etwa durch Einnahme von Bariumsulfat-Suspensionen) oder in der Computertomografie durch jodhaltige Kontrastmittel.

## Textdarstellung
Für auf Papier gedruckte oder auf Bildschirmen dargestellte Texte ist der Kontrast im Sinn der guten Lesbarkeit und Barrierefreiheit relevant. Texte umfassen dabei alle Schriftzeichen oder grafischen Symbole und Elemente, die in einer „Vordergrundfarbe“ (Schriftfarbe) auf einer „Hintergrundfarbe“ (Unterlegung) präsentiert werden.
Dabei sind zwei Aspekte maßgeblich:
- Farbkontrast
 Menschen mit Farbenfehlsichtigkeit (in Europa etwa 9 % der männlichen Bevölkerung) können etwa rote Schrift auf grünem Hintergrund nicht wahrnehmen; dies erscheint als relativ einheitlicher grauer Klumpen.
 Es müssen ansonsten nicht unbedingt Komplementärfarben gewählt werden; aber bei ähnlicher Farbfamilie muss die Helligkeit sich stark unterscheiden, also dunkelrot auf blassrosa.
- Helligkeitskontrast
 Es ist entweder dunkle Schrift auf sehr hellem Untergrund zu verwenden, oder helle Schrift auf sehr dunklem Untergrund.
 Für Bildschirmdarstellungen empfehlen die Web Content Accessibility Guidelines als „Minimum Contrast“ ein Verhältnis 4,5:1 für wesentliche (bedeutungstragende) Inhalte in normaler Schriftgröße.[4][5][6][7]